# Zeilen op de Olympische Zomerspelen 1960
Zeilen is een van de sporten die beoefend werden tijdens de Olympische Zomerspelen 1960 in Rome. De zeilwedstrijden werden gehouden bij de stad Napels.
Er werd in vijf klassen om de medailles gestreden, twee alleen voor mannen en drie open klassen (flying dutchman, draken en 5,5m).
De Deen Paul Bert Elvström was de eerste zeiler die vier keer een gouden medaille behaalde; in 1948 in de Olympiajol en in 1952, 1956 en dit jaar in de Finn klasse. België behaalde een bronzen medaille in de persoon van André Nelis die derde werd in de Finn Klasse. Nederland behaalde op deze Spelen geen medailles bij het zeilen.

## Heren

### Finn klasse
| rang   | sporter                | land        |
| ------ | ---------------------- | ----------- |
| Goud   | Paul Bert Elvström     | Denemarken  |
| Zilver | Aleksandr Tsjoetsjelov | Sovjet-Unie |
| Brons  | André Nelis            | België      |

### Star klasse
| rang   | sporter                       | land             |
| ------ | ----------------------------- | ---------------- |
| Goud   | Timir Pinegin/Fjodor Sjoetkov | Sovjet-Unie      |
| Zilver | Jose Quina/Mario Quina        | Portugal         |
| Brons  | William Parks/Robert Halperin | Verenigde Staten |

### Flying Dutchman
| rang   | sporter                     | land               |
| ------ | --------------------------- | ------------------ |
| Goud   | Peder Lunde/Bjørn Bergvall  | Noorwegen          |
| Zilver | Hans Fogh/Ole Erik Petersen | Denemarken         |
| Brons  | Rolf Mulka/Ingo von Bredow  | Duits eenheidsteam |

### Drakenklasse
| rang   | sporter                                                                | land        |
| ------ | ---------------------------------------------------------------------- | ----------- |
| Goud   | Prins Constantijn van Griekenland/Odysseus Eskitzoglou/Georgios Zaimis | Griekenland |
| Zilver | Hector Calegaris/Jorge del Rio/Jorge Salas                             | Argentinië  |
| Brons  | Antonio Ciciliano/Antonio Cosentino/Giulio de Stefano                  | Italië      |

### 5,5 m R-klasse
| rang   | sporter                                         | land             |
| ------ | ----------------------------------------------- | ---------------- |
| Goud   | George O’Day/Jim Hunt/Dave Smith                | Verenigde Staten |
| Zilver | William Berntsen/Steen Christensen/Soren Hancke | Denemarken       |
| Brons  | Henry Copponex/Pierre Girard/Manfred Metzger    | Zwitserland      |

## Medaillespiegel
| rang   | land               | goud | zilver | brons | total |
| ------ | ------------------ | ---- | ------ | ----- | ----- |
| 1      | Denemarken         | 1    | 2      | 0     | 3     |
| 2      | Sovjet-Unie        | 1    | 1      | 0     | 2     |
| 3      | Verenigde Staten   | 1    | 1      | 0     | 2     |
| 4      | Griekenland        | 1    | 0      | 0     | 1     |
| 4      | Noorwegen          | 1    | 0      | 0     | 1     |
| 6      | Argentinië         | 0    | 1      | 0     | 1     |
| 6      | Portugal           | 0    | 1      | 0     | 1     |
| 8      | België             | 0    | 0      | 1     | 1     |
| 8      | Duits eenheidsteam | 0    | 0      | 1     | 1     |
| 8      | Italië             | 0    | 0      | 1     | 1     |
| 8      | Zwitserland        | 0    | 0      | 1     | 1     |
| totaal | totaal             | 5    | 5      | 5     | 15    |

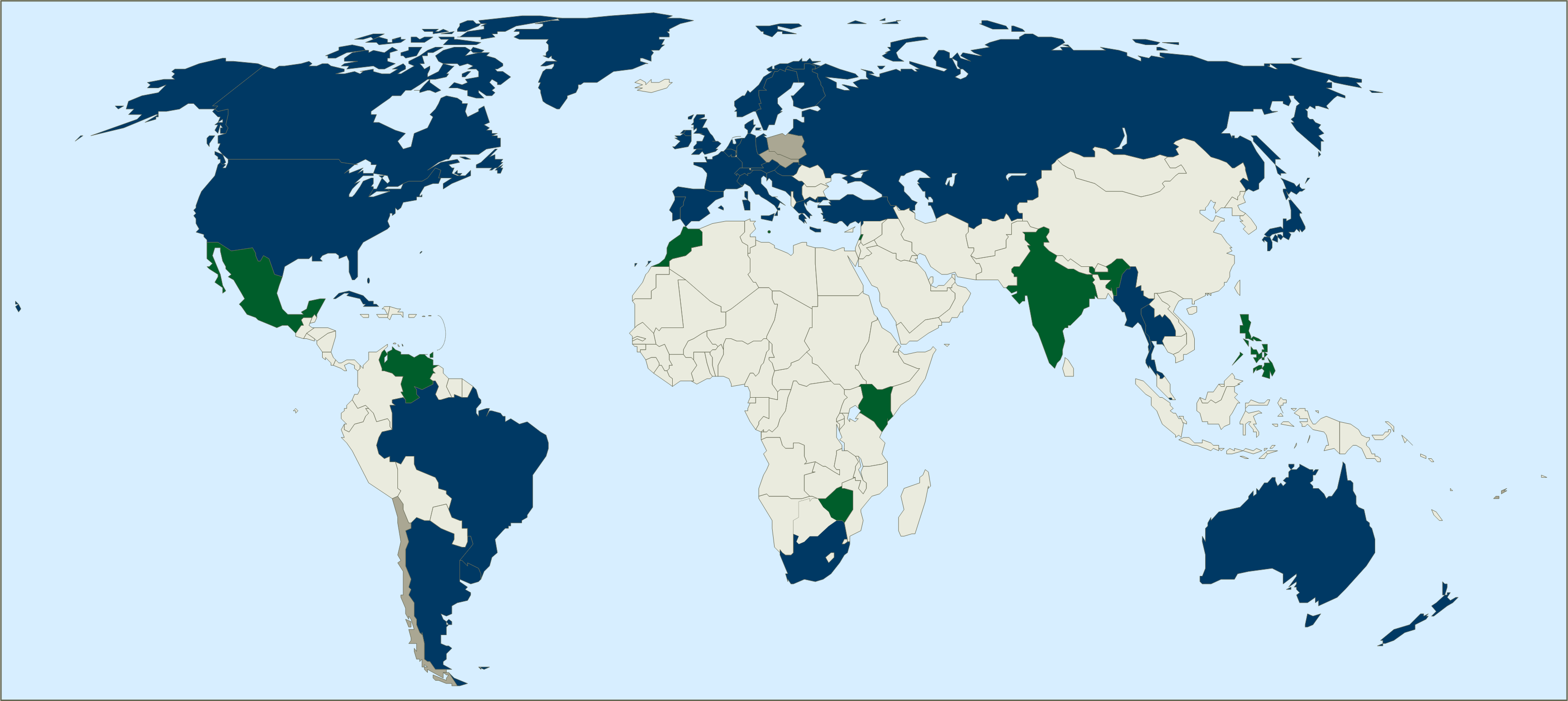
Deelnemende landen
Olympische klassen in 1960

Athene 1896 · 
Parijs 1900 · 
St. Louis 1904 · 
Londen 1908 · 
Stockholm 1912 · 
Antwerpen 1920 · 
Parijs 1924 · 
Amsterdam 1928 · 
Los Angeles 1932 · 
Berlijn 1936 · 
Londen 1948 · 
Helsinki 1952 · 
Melbourne 1956 · 
Rome 1960 · 
Tokio 1964 · 
Mexico-stad 1968 · 
München 1972 · 
Montréal 1976 · 
Moskou 1980 · 
Los Angeles 1984 · 
Seoel 1988 · 
Barcelona 1992 · 
Atlanta 1996 · 
Sydney 2000 · 
Athene 2004 · 
Peking 2008 · 
Londen 2012 · 
Rio de Janeiro 2016 · 
Tokio 2020 · 
Parijs 2024 · 
Los Angeles 2028

Medaillewinnaars
Atletiek · Basketbal · Boksen · Gewichtheffen · Hockey · Kanovaren · Moderne vijfkamp · Paardensport · Roeien · Schermen · Schietsport · Schoonspringen · Turnen · Voetbal · Waterpolo · Wielersport · Worstelen · Zeilen · Zwemmen